# Karmijn de Sonnaville (manzana)
Karmijn de Sonnaville es una variedad cultivar de manzano (Malus domestica).
Criado en 1949 por el horticultor Dr. P. de Sonnaville en IVT, Wageningen, Países Bajos. Las frutas son crujientes y jugosas con un sabor rico y aromático.

## Sinonimia
- "Carmine",
- "Karmijn",
- "Karmine",
- "Karmine de Sonneville",
- "Sonneville Carmine".

## Historia
'Karmijn de Sonnaville' es una variedad de manzana, obtención en 1949 por el horticultor Dr. Piet de Sonnaville en el "Instituut voor de Veredeling van Tuinbouwgewassen" IVT, Wageningen (Países Bajos), cruzando 'Cox's Orange Pippin' progenitor que actúa como Parental-Madre x 'Jonathan' progenitor donante de polen, que actúa como Parental-Padre. El cultivar se introdujo en la industria frutícola en 1971.
'Karmijn de Sonnaville' se cultiva en la National Fruit Collection con el número de accesión: 1971-060 y Nombre de accesión : Karmijn de Sonnaville.

## Características
'Karmijn de Sonnaville' es un árbol débilmente vigoroso y extenso. Portador de espuelas de fructificación, cosecha bien, presenta veceria por lo cual es necesario quitarle frutos para que engorden. Tiene un tiempo de floración que comienza a partir del 7 de mayo con el 10% de floración, para el 11 de mayo tiene una floración completa (80%), y para el 19 de mayo tiene un 90% de caída de pétalos.
Fruto de tamaño mediano a grande, cónico, a menudo de forma irregular. El color base de verde a amarillo cubrió más de la mitad con toques de rojo anaranjado y rayas rojas dispersas. A menudo muy enrojecido, a veces sólo alrededor del cáliz. La piel tiende a sentirse áspera. El tallo es corto y robusto.
'Karmijn de Sonnaville' tiene una talla de fruto de mediano a grande; forma cónica, a menudo de forma irregular, con nervaduras de débiles a medias; epidermis con la piel que tiende a sentirse áspera, con color de fondo de verde a amarillo, sobre el cual cubre más de la mitad con toques de rojo anaranjado y rayas rojas dispersas, importancia del sobre color alto, distribución del sobre color chapa / rayas, a menudo con manchas de ruginoso-"russeting", a veces sólo alrededor del cáliz, ruginoso-"russeting" (pardeamiento áspero superficial que presentan algunas variedades) débil; pedúnculo corto, con un calibre robusto, y se encuentra en una cavidad peduncular semi profunda, y estrecha, que presenta una mancha ligera de ruginoso-"russeting"; cáliz con ojo de tamaño pequeño y semicerrado, colocado en una cavidad calicina de profundidad media, y estrecha, con pliegues ligeros en las paredes; carne con un tinte amarillento, textura de grano grueso, firme y jugosa, sabor rico y aromático con intensos sabores a nuez y miel. Alto contenido de azúcares y acidez. A veces con sabor picante, pero se suaviza en almacenamiento.

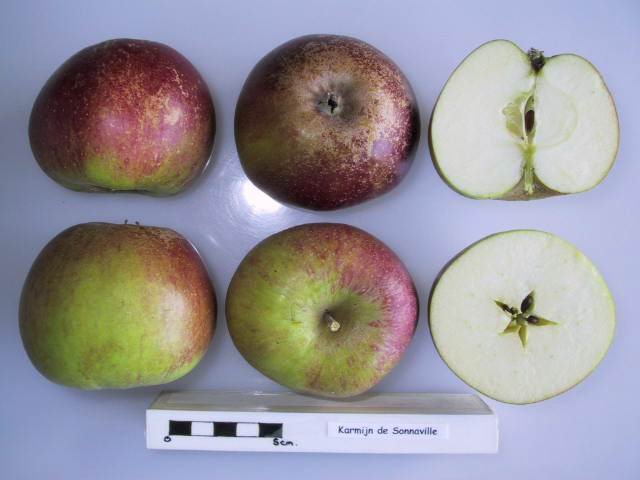
Secciones cruzadas de 'Karmijn de Sonnaville'.

Su tiempo de recogida de cosecha se inicia a principios de octubre. Se mantiene hasta cuatro meses en almacenamiento en frigorífico.

## Usos
Desarrollado como una manzana fresca para comer. También es excelente para zumos y sidra con un ºBrix 15. Cuando se usa para la sidra, debe dejarse madurar en almacenamiento durante algunas semanas. Hace muy buenas tartas de manzana y salsas.

## Ploidismo
Diploide. Auto estéril, pero los cultivos mejoran con un polinizador compatible. Grupo D Día 12.

## Susceptibilidades
Muy susceptible a la sarna del manzano y el cancro.